# روس فيلد
روس فيلد (بالإنجليزية: Ross Field)‏ هو ضابط شرطة نيوزيلندي، ولد في 1950.